# Морозов, Евгений Тихонович
Евгений Тихонович Морозов (7 января 1915, Невель — 30 сентября 1996, Москва) — советский офицер, участник Великой Отечественной войны, Герой Советского Союза (10.01.1944). Полковник (29.04.1966).

## Биография
Родился 7 января 1915 года в городе Невель (ныне — Псковская область). Окончил семь классов школы, в 1937 году — Калужский гидротехнический техникум. Работал учителем школы села Дарьино в Калининской области, учился на заочном отделении Калининского педагогического института.
В сентябре 1939 года был призван на службу в Рабоче-крестьянскую Красную Армию. Служил в 14-м отдельном конно-артиллерийском дивизионе 20-й кавалерийской дивизии Средне-Азиатского военного округа.  В апреле 1941 года он окончил курсы младших лейтенантов Средне-Азиатского ВО, после чего назначен заместителем командира батареи по строевой части 950-го артиллерийского полка в том же округе.
С апреля 1942 года — на фронтах Великой Отечественной войны, будучи назначен командиром батареи 692-го артиллерийского полка 240-й стрелковой дивизии на Брянском и Воронежском фронтах. Участвовал в Воронежско-Ворошиловградской оборонительной операции, в Воронежско-Касторненской и Харьковской наступательных операциях. В последней из них в конце февраля 1943 года был ранен.
После госпиталя с апреля 1943 года до Победы воевал в составе 492-го отдельного миномётного полка, сражавшегося в составе 38-й, 27-й и 40-й армий на Воронежском, 1-м Украинском и 2-м Украинском фронтах. Сначала был командиром батареи, но уже в конце мая 1943 года стал командиром дивизиона.
Будучи командиром дивизиона 492-го армейского миномётного полка 38-й армии Воронежского фронта, старший лейтенант Евгений Морозов особо отличился в битве за Днепр. 27-29 сентября 1943 года дивизион под командованием Евгения Морозова успешно оказал поддержку своим огнём стрелковым частям во время боёв за захват и удержание Лютежского плацдарма, уничтожив 8 пулемётных точек и до 200 солдат. Когда позднее дивизион переправился через реку, то ему пришлось принять активное участие в боях за плацдарм. С 4 по 4 октября дивизион отбил 11 контратак противника, уничтожив при этом 2 орудия, 14 пулемётов и свыше 850 немецких солдат и офицеров.
Указом Президиума Верховного Совета СССР «О присвоении звания Героя Советского Союза генералам, офицерскому, сержантскому и рядовому составу Красной Армии» от 10 января 1944 года за «образцовое выполнение боевых заданий командования на фронте борьбы с немецкими захватчиками и проявленные при этом отвагу и геройство» был удостоен звания Героя Советского Союза с вручением ордена Ленина и медали «Золотая Звезда» за номером 2582.
Продолжил сражаться в том же полку, участвовал в Житомирско-Бердичевской, Корсунь-Шевченковской, Уманско-Ботошанской, Ясско-Кишиневской, Бухарестко-Арадской, Дебреценской, Будапештской, Банска-Быстрицкой наступательных операциях. С января 1945 года был заместителем командира полка по строевой части. Окончил войну майором.
После окончания войны продолжил службу в Советской Армии. В 1951 году окончил топографический факультет Военно-педагогического инстита. С октября 1951 года преподавал военную топографию в Московском военном пехотном училище имени Верховного Совета РСФСР. С ноября 1952 года преподавал страноведение в Военном институте иностранных языков Советской армии, с октября 1954 года — вновь преподаватель в Московском ВОКУ. С января 1965 года служил на военной кафедре Московского института инженеров геодезии, аэрофотосъёмки и картографии: преподаватель, с мая 1965 старший преподаватель, с июля 1965 начальник цикла.
В августе 1971 года уволен в запас в звании полковника. Проживал в Москве, продолжал работать в МИИГАиКе до 1990 года, когда вышел на пенсию.
Скончался 30 сентября 1996 года, похоронен на Кузьминском кладбище Москвы.

## Награды
- Герой Советского Союза (10.01.1944)
- Орден Ленина (10.01.1944)
- Орден Красного Знамени (8.03.1945)
- Два ордена Отечественной войны 1-й степени (14.06.1944, 11.03.1985)
- Орден Отечественной войны 2-й степени (15.10.1943)
- Орден Красной Звезды (5.11.1954)
- Медали[1]

## Память
- Почётный гражданин Невеля.
- Мемориальная доска установлена на доме в Москве, в котором жил Герой (1-я Новокузьминская улица, д. 17).